# Grewia evrardii
Grewia evrardii là một loài thực vật có hoa trong họ Cẩm quỳ. Loài này được R.Wilczek mô tả khoa học đầu tiên năm 1963.